# Традиционные танцы Химачал-Прадеш
Химачальские танцы очень разнообразны и довольно сложны. Они играют значительную роль в народной жизни. Они отражают культуру и традиции Химачала. Едва ли найдётся праздник без танцев. Некоторые формы танцев, включая Дулшол, Дхарвеши, Дроди, Дев Наритья, Ракшас Нритья, Данги, Ласа, Нати и Нагас, исполняются по всему региону.

## Танец гирлянд — Мала
Танец Каянг Мала один из популярнейших в Химачале. В нём танцоры, одетые в традиционные наряды, сплетают свои руки вместе крест-накрест, чтобы они выглядели как бусинки в плетённой гирлянде. Они пьют чахнг (рисовая брага) перед танцем.

## Танец демонов — Ракшаса
Эта форма танца из Киннаура и близлежащих территорий напоминает о далёком прошлом. Народ киннаура сравнивает себя с оленями. Танцоры исполняют танец в демонических масках. Они представляют нападение демонов на урожай и их последующие изгнание и преследование божественными силами.
Чхамбха более или менее схожа с Пенджабским танцем Бхангра. Он распространён, главным образом, в густонаселенных районах. Во время проведения фестивалей можно увидеть в исполнении местных жителей такие танцы как Чайттол и Бишу. В таких танцах мужчины и женщины держаться за руки и танцуют. Их лидер называется Гхуре и другие следуют по его стопам.

## Танцы Далшоне и Чхоламба
Следующие формы танцев принадлежат долине Ропа и эти танцы повторяют движения свёртывающихся змеев. Танец Чоламба представляет убийство тигра. Кожа мёртвого животного набивается и золотится начиная с носа. Останки мёртвого животного затем возвращаются и люди танцуют вокруг них.
Нагас Каянг — танец копирующий движения змеи. Херки Каянг — быстрый и ритмичный, связан с романтическими делами. Танцоры — молодой мужчина и женщина.
Шуна Каянг — танцуется в большинстве деревень и сочетает быстрые и медленные движения. Он представляет сцены из жизни деревни и леса.

## Танцы Шан и Шабу
Это два самых популярных танца в долине Лахаул и в основном танцуется в буддийских Гомпах в память Будды. Шан означает молитва для Будды. Его танцоры также называются Шан. Это племенной танец который исполняют после сбора и уборки урожая. Некоторые из играющих инструментов — барабаны, шахнай и струнный, похожий на скрипку.
Подобные формы танцев как Шаббо также исполняется на фестивалях. Он представляет верования и образ жизни народов Химачала. Эти формы праздников связаны с местными праздниками.

## Кикали и Бхангра
Форма танца Кикали — исполняется молодыми девушками. Девушки держатся руками друг за друга крестообразно и быстро поворачиваются на пальцах.
Бхангра  — мужской танец, Пенджабский по происхождению и довольно популярный в Кангре, Хамирпуре и Уне.
Танцы, пришедшие с севера от Гималаев, отличаются по содержанию и форме. Старые традиции народной культуры до сих пор хранились от влияния городской культуры. Киннаур, Лахаул и Спиьи и техсилы Панги и Бхармоура в Чамбе как раз в этой зоне. Обитатели этого региона именуемые Киннаурас, Лахаулас, Спитианс, Пангвалс и Гаддис. Гуджары и многие другие племена в этой зоне обладают собственными народными танцами, песнями, одеждой и орнаментами.
В добавление к популярным танцам как Каянг, Бакаянг и Баниянгчу есть много ритуальных танцев лам на различных церемониях. В религиозной культуре Гималев очень важен танец лам в память о убийстве монахом царя-тирана Лангдарма. Также танец в честь появления в мире Падмасамбхава, принёсшего буддизм в Тибет.